# Marakeška pogodba
Marakeška politična pogodba, tudi marakeška deklaracija je politična deklaracija, ki sprejema načela o spoštovanju človekovih pravic, preprečevanju nezakonitih migracij, trgovine z ljudmi, vračanju migrantov, ki ne izpolnjujejo pogojev za bivanje v državah EU ter 
zaščiti otrok in žensk v nevarnih situacijah.
Nastala je 2. maja 2018 v okviru 5. evro-afriške ministrske konference o migracijah in razvoju, maroškem mestu Marakeš, po katerem je tudi dobila ime. Cilj pogodbe je tudi spodbujanje sodelovanja med partnerskimi državami na migracijski poti v Zahodni, Srednji, Severni Afriki in Evropi. Iz Slovenije se konference ni udeležil nihče .
Marakeška deklaracija je povzročila zaskrbljenost in politično razdvojenost v državah Evropske unije .